# آمیلین (هورمون)
آمیلین، یا پلی‌پپتید آمیلوئیدی جزایر لانگرهانس (IAPP)، یک هورمون پپتیدی است که به همراه انسولین از سلول‌های β لوزالمعده با نسبت تقریباً ۱۰۰:۱ (انسولین: آمیلین) ترشح می‌شود. آمیلین با کند کردن تخلیهٔ معده و افزایش «احساس سیری» در تنظیم قند خون نقش دارد و در نتیجه از افزایش سطح گلوکز خون پس از صرف غذا جلوگیری می‌کند.
پیش‌ساز این هورمون در سلول‌های بتای لوزالمعده (سلول‌های β) به‌عنوان یک پلی‌پپتید دارای ۶۷ اسید آمینه با وزن ۷۴۰۴ دالتون تولید می‌شود و تحت تغییرات پس از ترجمه از جمله برش پروتئاز برای تولید آمیلین قرار می‌گیرد.

## تنظیم
انسولین و IAPP توسط عوامل مشابهی تنظیم می‌شوند زیرا آن‌ها یک موتیف پروموتر تنظیمی مشترک دارند. پروموتر IAPP همچنین توسط محرک‌هایی فعال می‌شود که بر انسولین تأثیر نمی‌گذارند، مانند فاکتور نکروز تومور آلفا و اسیدهای چرب. یکی از ویژگی‌های بارز دیابت نوع ۲ مقاومت به انسولین است. این وضعیت که در آن بدن قادر به استفادهٔ مؤثر از انسولین نیست و در نتیجه تولید انسولین افزایش می‌یابد. از آن‌جایی که پروانسولین و پروآمیلین (proIAPP) همزمان ترشح می‌شوند، این امر منجر به افزایش تولید proIAPP نیز می‌شود. اگرچه اطلاعات کمی در مورد تنظیم IAPP وجود دارد، اما ارتباط آن با انسولین نشان می‌دهد که مکانیسم‌های تنظیمی که بر انسولین تأثیر می‌گذارند بر IAPP نیز تأثیر می‌گذارند؛ بنابراین سطح قند خون نقش مهمی در تنظیم سنتز proIAPP ایفا می‌کند.

## عملکرد

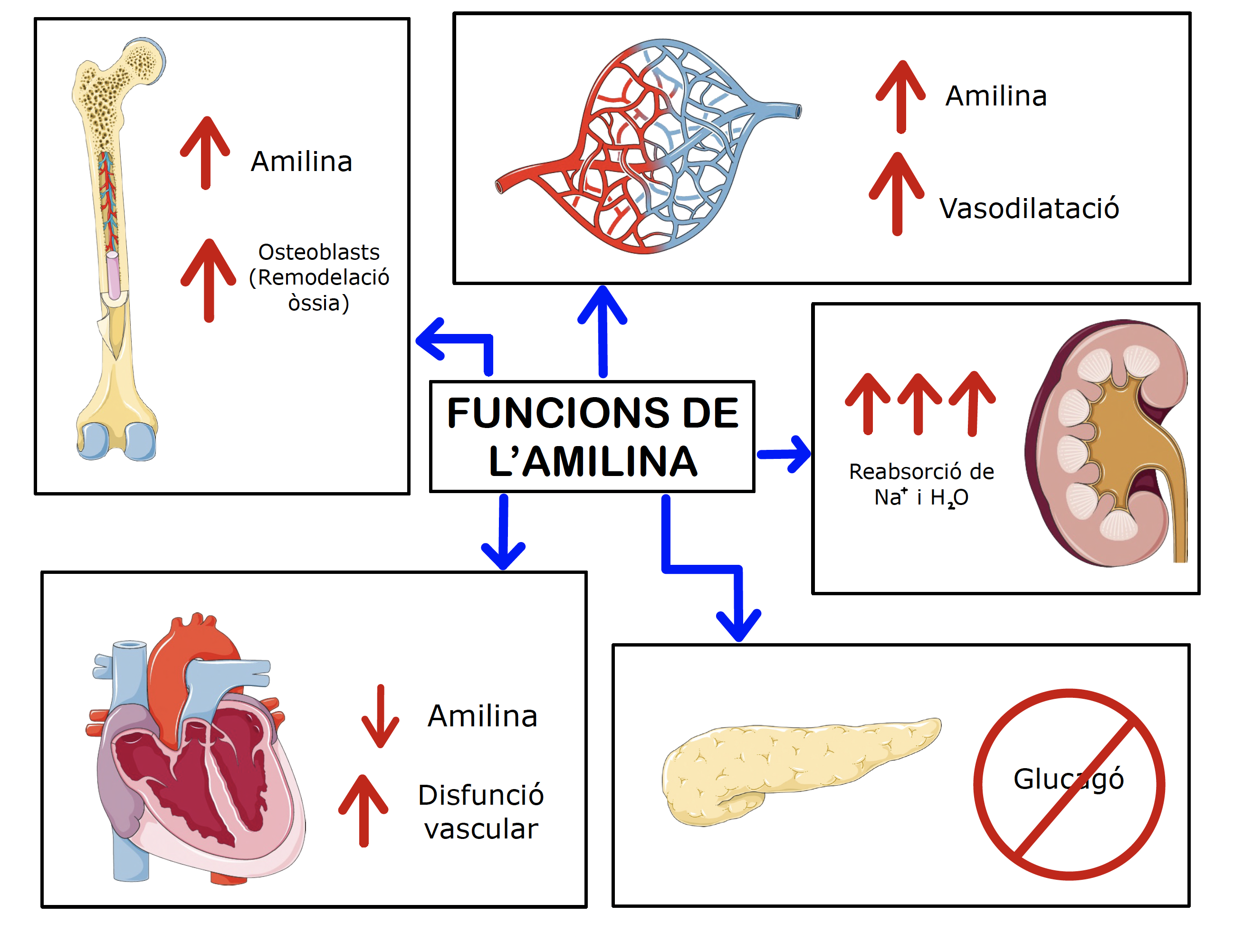
آمیلین، یا پلی‌پپتید آمیلوئیدی جزایر لانگرهانس

آمیلین به‌عنوان بخش درون‌ریز در لوزالمعده عمل می‌کند و به کنترل قند خون کمک می‌کند. پپتید از جزایر لانگرهانس به گردش خون ترشح می‌شود و توسط پپتیدازها در کلیه پاک‌سازی شده و در ادرار یافت نمی‌شود.
آمیلین در نقش هم‌افزایی برای انسولین عمل می‌کند و همراه با آن از سلول‌های بتای لوزالمعده در پاسخ به مصرف وعده‌های غذایی ترشح می‌شود. اثر کلی این است که سرعت ظهور (Ra) گلوکز در خون پس از خوردن غذا را کاهش می‌دهد. این امر از طریق کاهش سرعت تخلیهٔ معده، مهار ترشح گوارشی [اسید معده، آنزیم‌های لوزالمعده، و دفع صفرا] و در نتیجه کاهش در مصرف غذا انجام می‌شود. با مهار ترشح هورمون گلوکونئوژنیک گلوکاگون، ظهور گلوکز جدید در خون کاهش می‌یابد. این اعمال، که بیشتر از طریق قسمت حساس به گلوکز ساقه مغز، ناحیه پوسترما انجام می‌شود، ممکن است در طول هایپوگلایسمی بیش از حد انجام شود.
آمیلین همچنین در متابولیسم استخوان همراه با پپتیدهای مرتبط با کلسی‌تونین و پپتید مرتبط با ژن کلسی‌تونین عمل می‌کند.

## اهمیت بالینی
ProIAPP با دیابت نوع ۲ و از بین رفتن سلول‌های β جزایر لانگرهانس، مرتبط است. تشکیل آمیلوئید در این جزایر، که با تجمع proIAPP آغاز می‌شود، ممکن است به از بین رفتن تدریجی سلول‌های β در جزایر کمک کند. تصور می‌شود که proIAPP نخستین گرانول‌هایی را تشکیل می‌دهد که به IAPP اجازهٔ تجمع و تشکیل آمیلوئید را می‌دهد که ممکن است منجر به آپوپتوز سلول‌های β توسط آمیلوئید شود.
IAPP همزمان با انسولین ترشح می‌شود. مقاومت به انسولین در دیابت نوع ۲ تقاضای بیشتری برای تولید انسولین ایجاد می‌کند که منجر به ترشح پروانسولین می‌شود. ProIAPP به‌طور همزمان ترشح می‌شود اما آنزیم‌هایی که این مولکول‌های پیش‌ساز را به‌ترتیب به انسولین و IAPP تبدیل می‌کنند، قادر به نگه داشتن سطوح بالای ترشح نیستند و در نهایت منجر به تجمع proIAPP می‌شوند.
تشکیل آمیلوئید ممکن است واسطهٔ اصلی آپوپتوز یا مرگ برنامه‌ریزی شده سلولی در سلول‌های βی جزایر لانگرهانس باشد.

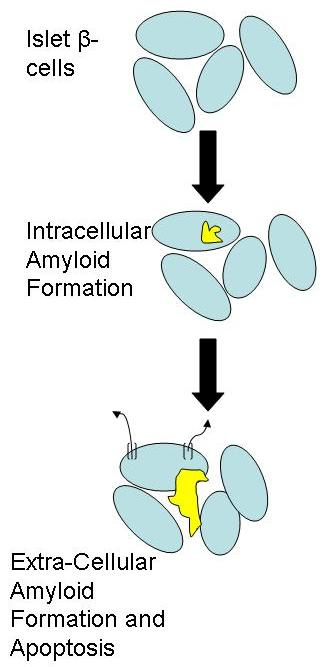
طرح کلی برای تشکیل آمیلوئید

به‌طور خلاصه، اختلال در پردازش N ترمینال proIAPP یک عامل مهم آغازکنندهٔ تشکیل آمیلوئید و مرگ سلول‌های β است. این رسوبات آمیلوئیدی مشخصه‌های پاتولوژیک لوزالمعده در دیابت نوع ۲ هستند. با این‌حال، هنوز مشخص نیست که آیا تشکیل آمیلوئید در دیابت نوع ۲ نقش دارد یا صرفاً نتیجهٔ آن است. با این وجود، واضح است که تشکیل آمیلوئید باعث کاهش سلول‌های بتا در بیماران مبتلا به دیابت نوع ۲ می‌شود. این موضوع، نشان می‌دهد که ترمیم پردازش proIAPP ممکن است به جلوگیری از مرگ سلول‌های β کمک کند و در نتیجه امیدهایی برای یک رویکرد درمانی بالقوه برای درمان دیابت نوع ۲ ارائه می‌کند.
رسوبات آمیلوئیدی ناشی از پلی‌پپتید آمیلوئید جزایر لانگرهانس (IAPP یا آمیلین) معمولاً در جزایر پانکراس بیماران مبتلا به دیابت نوع ۲ یا بیماران دارای تومور انسولینما یافت می‌شود. نتایج اخیر نشان می‌دهد که آمیلین، مانند آمیلوئید بتا (Abeta) مرتبط با بیماری آلزایمر، می‌تواند آپوپتوز را در سلول‌های بتای تولیدکنندهٔ انسولین القا کند، اثری که ممکن است با ایجاد دیابت نوع ۲ مرتبط باشد.
یک مطالعه در سال ۲۰۰۸ یک اثر هم‌افزایی را برای کاهش وزن با مصرف همزمان لپتین و آمیلین در موش‌های چاق ناشی از رژیم غذایی با بازگرداندن حساسیت هیپوتالاموس به لپتین گزارش کرد. با این‌حال، در آزمایش‌های بالینی، این مطالعه در فاز ۲ در سال ۲۰۱۱ متوقف شد. یک مطالعهٔ دیگر در مورد پروتئومیکس، نشان داد که آمیلین انسانی اهداف سمیت مشترکی با آمیلوئید بتا (آبتا) دارد و شواهدی را ارائه می‌دهد که دیابت نوع ۲ و بیماری آلزایمر مکانیسم‌های سمیت مشترکی دارند.

## فارماکولوژی
آنالوگ مصنوعی آمیلین انسانی با جایگزینی پرولین در موقعیت‌های ۲۵، ۲۶ و ۲۹، یا پراملینتاید (با نام تجاری Symlin)، در سال ۲۰۰۵ برای استفادهٔ بزرگسالان در بیماران مبتلا به دیابت نوع ۱ و دیابت نوع ۲ تأیید شد. انسولین و پراملینتید که به‌طور جداگانه اما هر دو پیش از خوردن غذا تزریق می‌شوند، به‌همراه یکدیگر برای کنترل میزان گلوکز پس از غذا ایفای نقش می‌کنند.
آمیلین تا حدی توسط آنزیم تجزیه‌کنندهٔ انسولین تجزیه می‌شود.

## گیرنده‌ها
به‌نظر می‌رسد حداقل سه کمپلکس گیرندهٔ مجزا وجود دارد که آمیلین با میل ترکیبی بالا به آن‌ها متصل می‌شود. هر سه کمپلکس، حاوی گیرنده کلسی‌تونین در هسته، به‌علاوهٔ یکی از سه پروتئین اصلاح‌کنندهٔ فعالیت گیرنده شامل RAMP1، RAMP2 یا RAMP3 هستند.